# Mistrzostwa Krajów Bałkańskich w Maratonie 2010
Mistrzostwa Krajów Bałkańskich w Maratonie 2010 – zawody lekkoatletyczne, które odbyły się w bułgarskiej Kawarnie 8 maja. Czempionat odbył się wraz z mistrzostwami Bułgarii w maratonie podczas organizowanego od 2009 Kavarna Marathon. Kavarna Marathon 2010 wygrali: Fin Obed Kipkurui (2:16:35) i Rumunka Daniela Cîrlan (2:38:41).

## Rezultaty
| Konkurencja: | 1. miejsce    | Rezultat | 2. miejsce     | Rezultat | 3. miejsce        | Rezultat |
| Mężczyźni    | Ercan Muslu   | 2:24:12  | Szaban Mustafa | 2:27:23  | Wasilios Zambelis | 2:32:15  |
| Kobiety      | Paula Todoran | 2:44:23  | Nilay Esen     | 2:47:38  |                   |          |